# 中国広播公司
中国広播公司（ちゅうごく-こうは-こうし）は、中華民国（台湾）の民間放送会社。正式名称は「中國廣播股份有限公司」（中国放送株式会社の意）で、簡称は「中広」。

## 概要
1928年8月に南京で放送を開始した中央広播電台（1949年以降の同名の放送局とは性格が異なる）が前身で、当時は中国国民党の一機関であったが、1932年に国民政府の管轄下に移り、さらに1946年12月、国民政府が開催した国民大会で株式会社に改組することが決定された。しかし、当時は国共内戦の最中であったため、国民政府の台湾に移動後、1949年11月に最初の株主総会が開催され、中国広播公司は株式会社として正式に発足した。発足当初から中国国民党が大株主であり、実質的には党営、あるいは中国国民党政権下では国営放送局であったが、2005年12月に中国国民党から栄麗投資公司に株式が売却され、現在に至っている。

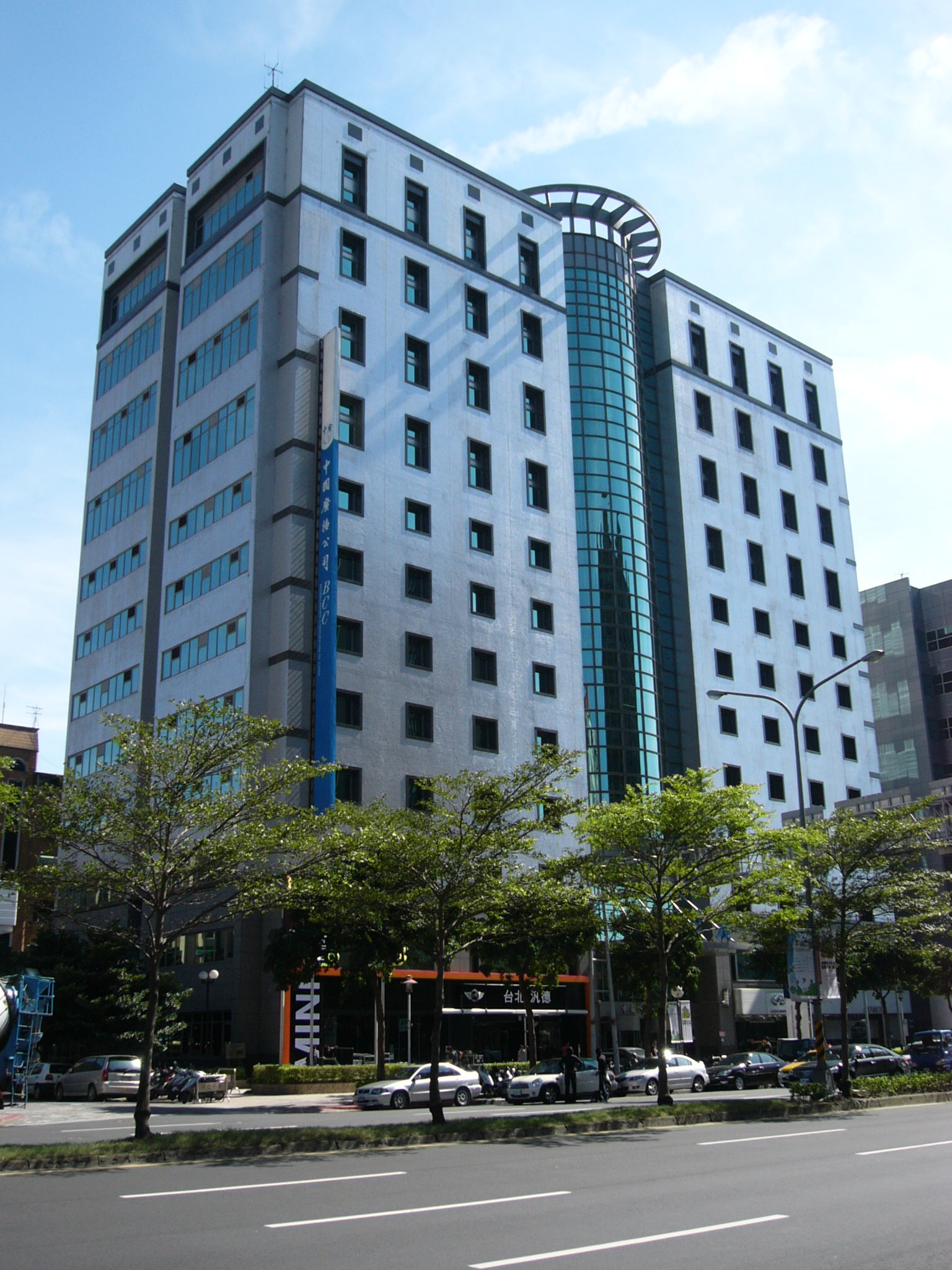
中国広播公司本社がある「中広松江大楼」
（台湾台北市中山区松江路）

## 沿革
- 1928年8月1日 - 中国国民党最初の放送局である「中国国民党中央執行委員会広播無線電台」（略称「中央広播電台」、英称“The Central Broadcasting Station”、呼出符号：XKM）、南京で放送開始。
- 1928年11月 - 中央広播電台、呼出符号をXGZに変更。
- 1932年8月13日 - 中央広播電台、出力75kW大電力中波送信機による試験放送を開始。社団法人日本放送協会（現在の日本放送協会の前身）の福岡放送局と周波数が隣接していたため、著しい混信を引き起こす。
- 1932年夏 - 国民政府、放送監督機関として中央広播無線電台管理処を設置。中央広播電台を管轄下に置く。
- 1932年11月13日 - 中央広播電台、出力75kW中波送信機の使用を正式に開始（呼出符号をXGOAに変更）。日本語放送を開始したが、抗日的な放送内容により「南京の鶯」による怪放送と騒がれ、外交問題にまで発展。
- 1936年1月23日 - 中央広播電台、短波による海外放送（国際放送）を開始（呼出符号：XGOX）。
- 1936年1月 - 中央広播無線電台管理処、中央広播事業管理処（英称“The Central Broadcasting Administration”）と改称。
- 1936年4月13日 - 国民政府行政院、国内の公私営放送局に中央広播電台の番組中継を義務付け。同年4月20日から実施。
- 1937年7月17日 - 中央広播電台、蔣介石の対日抗戦声明を短波で全世界に放送。
- 1937年11月20日 - 国民政府、重慶に遷都を宣言。
- 1937年11月23日 - 南京の中央広播電台、戦局の悪化により放送を停止。国民政府は長沙（後に漢口も）の放送局から中央広播電台の放送を継続。
- 1937年12月13日 - 日本軍、南京を占領。
- 1938年3月10日 - 中央広播電台、重慶から放送を再開（呼出符号：XGOA）。敵対する二つのXGOA（南京、重慶）が存在することに。
- 1939年2月6日 - 中央短波広播電台、重慶から海外放送を開始（呼出符号：XGOX、XGOY）。
- 1940年1月 - 中央短波広播電台、中国国際広播電台（英称“The Chinese International Broadcasting Station”、通称“The Voice of China”）と改称。
- 1945年8月15日 - 日本、連合国に無条件降伏。蔣介石、中央広播電台から「抗戦勝利告全国軍民及世界人士書」の演説を放送。
- 1946年5月5日 - 中央広播電台及び中央広播事業管理処、国民政府と共に南京に還都。
- 1946年1月 - 国民政府行政院、中央広播事業管理処を中国広播公司に改組することを批准。
- 1946年12月 - 中国国民党による国民大会、中国広播公司設立案を採択。
- 1949年4月25日 - 国民政府、広州に移転。その後、10月15日に重慶、11月28日に成都に移転。
- 1949年6月 - 中国広播公司、台湾に出力20kW短波送信機を設置し、海外広播部を設立。
- 1949年10月10日 - 中国広播公司、「自由中国之声（英称“The Voice of Free China”）」（現：台湾国際放送）の名称で台湾から海外放送を開始。
- 1949年11月 - 中国広播公司、最初の株主総会を開催。株式会社として正式に発足。中央広播電台の業務を中央広播事業管理処から継承。
- 1949年12月11日 - 中国国民党中央党部、台湾に移転。
- 1950年11月 - 国民政府、中国広播公司の中波送信機の一部を使い、「中央広播電台」の名称で大陸向けの放送を開始。
- 1951年8月 - 中国広播公司、大陸向け放送を強化するため、大陸広播組を設立。

## 可聴エリア
- 中広流行
  - 台北市、新北市、基隆市、桃園市 FM103.3
  - 新竹市、新竹県、苗栗県 FM102.9
  - 台中市、彰化県、南投県、雲林県 FM102.1
  - 台南市、嘉義市、嘉義県 FM103.1
  - 高雄市、屏東県 FM103.3
  - 台東県 FM102.1
  - 花蓮県(北) FM102.1
  - 花蓮県(南) FM103.3
  - 宜蘭県 FM102.1
  - 澎湖県 FM103.3
  - 南投県埔里鎮 FM107.3
  - 金門県 FM96.3
- 中広音楽
  - 台北市、新北市、基隆市、桃園市 FM96.3
  - 新竹市、新竹県、苗栗県 FM96.1
  - 台中市、彰化県、南投県、雲林県 FM96.3
  - 台南市、嘉義市、嘉義県 FM96.1
  - 高雄市、屏東県 FM96.3
  - 台東県 FM96.3
  - 花蓮県(北) FM96.3
  - 宜蘭県 FM96.3
- 中広ニュース
  - 台北市、新北市、基隆市 AM648
  - 桃園市、新竹市、新竹県 AM882
  - 苗栗県 AM1413
  - 台中市、彰化県、南投県 AM720
  - 雲林県、嘉義市、嘉義県 AM1350
  - 台南市 AM1296
  - 高雄市、屏東県 AM864
  - 台東県 AM819
  - 花蓮県(北) AM855
  - 宜蘭県 AM630
- 中広宝島
  - 台北市、新北市、基隆市、桃園市 FM105.9
  - 新竹市、新竹県、苗栗県 FM101.5
  - 台中市、彰化県、南投県、雲林県 FM106.9
  - 台南市、嘉義市、嘉義県 FM104.3
  - 高雄市、屏東県 FM105.9
  - 台東県 FM106.9
  - 花蓮県(北) FM106.9
  - 花蓮県(南) FM105.7
  - 宜蘭県 FM102.9
- 中広鄉親
  - 台北市、新北市、基隆市、桃園市 AM963
  - 新竹市、新竹県 AM1017
  - 苗栗県 AM1161
  - 台中市、彰化県、南投県 AM927
  - 雲林県、嘉義市、嘉義県 AM1035
  - 台南市 AM711
  - 高雄市、屏東県 AM1224
  - 台東県 AM1008
  - 花蓮県(北) AM1188
  - 宜蘭県 AM1161
  - 南投県埔里鎮 AM1152
- 中広i go 531
  - 台北市、新北市、基隆市、桃園市 AM531